# Selayang Baru
Selayang Baru est une ville de l'état de Selangor en Malaisie, située en banlieue nord de Kuala Lumpur.

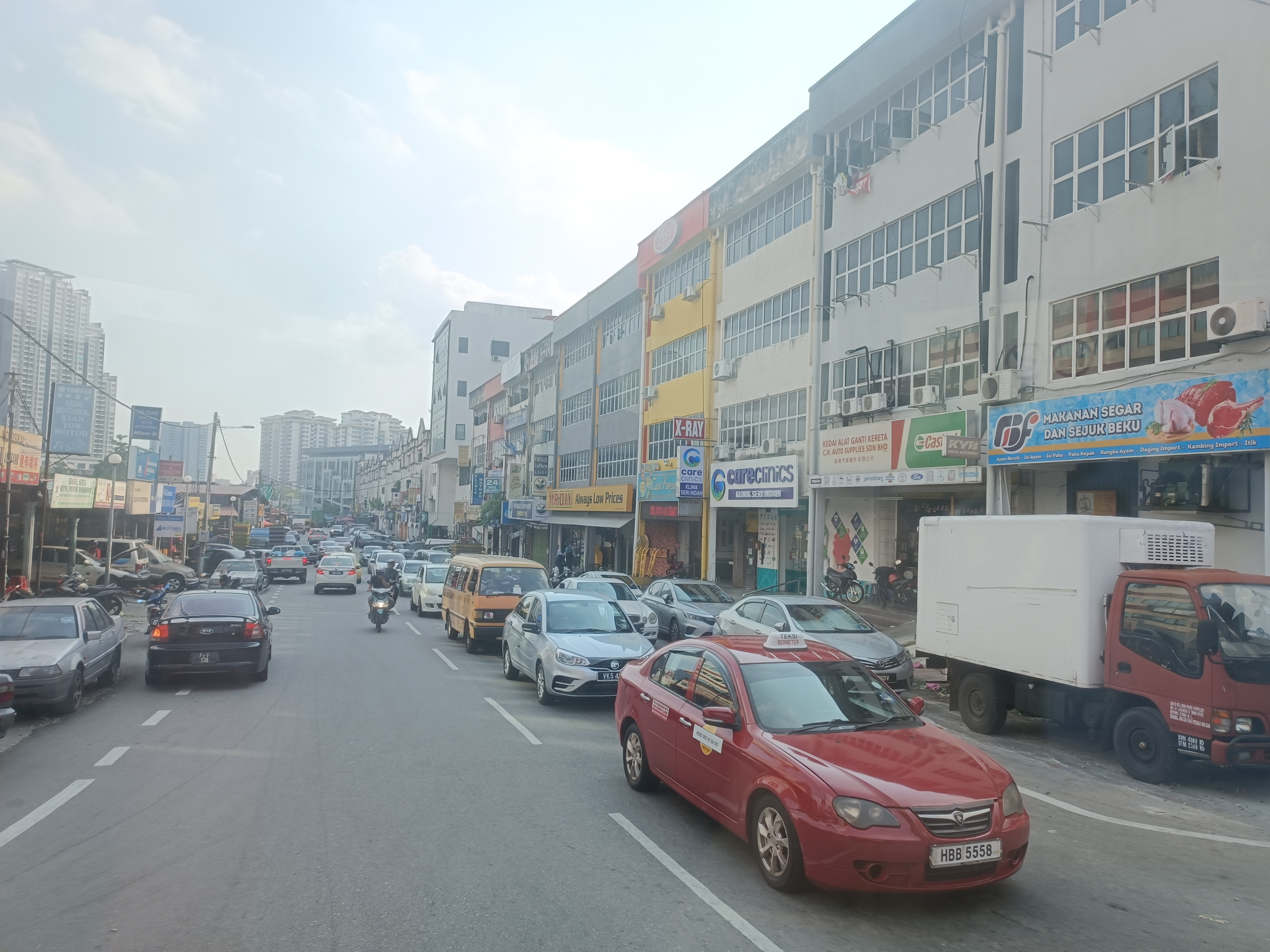
Rue principale de Selayang Baru.

Sa population était de 265,743 habitants en 2020.